# Ivan Pershin
Ivan Pershin, né le 25 janvier 1980, est un judoka russe évoluant dans la catégorie des moins de 90 kg (poids moyens). Le judoka se met en évidence en 1999 en devenant vice-champion d'Europe juniors. Il attend 2006 pour confirmer chez les seniors en devenant champion d'Europe à Tampere en Finlande. Toujours en 2006 mais avec l'équipe de Russie, il devient vice-champion du monde par équipes. L'année suivante, il remporte la médaille de bronze lors des Mondiaux 2007 de Rio de Janeiro, sa première à ce niveau.

## Palmarès

### Championnats du monde
- Championnats du monde 2007 à Rio de Janeiro (Brésil) :
  -  Médaille de bronze dans la catégorie des moins de 90 kg (poids moyens).

### Championnats d'Europe
| Année / Catégorie             | 2006 | 2007 |
| ----------------------------- | ---- | ---- |
| moins de 90 kg (poids moyens) | 1er  | 7e   |

### Divers
- Par équipes 
  -  Vice-champion du monde par équipes en 2006 à Paris (France).
- Juniors :
  -  Vice-champion d'Europe juniors en 1999 à Rome (Italie).